# Муньянеза, Дидье
Дидье Муньянеза (фр. Didier Munyaneza, род. 1 января 1998, Кигали) — руандийский шоссейный велогонщик.

## Карьера
Родился в районе Ньябиху. Был самый младший в семье из воссьми детей. В возраст 14 лет после смерти своего старшего брата был вынужден бросить школу. Чтобы обеспечить свою семью рискнул заняться ездой на велосипеде. Муньянеза с детства проживал по соседству с двумя известными велогонщиками Жанвье Хади и Гасоре Хатегека, которые помогли ему заняться профессиональным велоспортом как видом спорта.
С 2016 года в составе Club Bénédiction стал участвовать в своих первых соревнованиях. За свой стремительный прогресс получил прозвище Мбаппе в связи с мастерством французского футболиста. На Туре Руанды 2017 года показал себя, заняв третье место на этапе и восьмое место в общем зачете.
В феврале 2018 года занял третье место в групповой гонке на чемпионате Африки в возрастной категории U23 и девятое место в первом издании Тур де л'Эспуар (Кубок наций до 23 лет UCI). После этого в апреле на Играх Содружества 2018 проходивших в Голд-Косте, (Австралия) выступил в групповой гонке, заняв на ней 23-е место. Летом того же года сначала в возрасте двадцать лет стал самым молодым чемпионом Руанды в истории выиграв групповую гонку. А затем в составе сборной Руанды стартовал на Тур де л’Авенир, но заболев, был вынужден сойти на третьем этапе. Осенью принял участие в чемпионате мира стартовав в групповой гонке U23.
В 2019 году принял участие в Африканских играх 2019, проходивших в Рабате (Марокко), где выступил в двух гонках. Стал бронзовым призёром командной гонке и занял 64-е место в групповой гонке. Помимо этого в том же году выиграл шестой этап Тура Камеруна и стал победителем Тура ДР Конго, опередив своего товарища по команде Жана Руберва. В этом же году выиграл свою первую международную гонку Тур Сенегала. После этого успеха его поздравил министр иностранных дел Руанды Винсент Бирута. Также стал восьмым и лучшим в молодёжной классификации на Тропикале Амисса Бонго. Осенью в рамках Африканского тура UCI стартовал на главной африканской гонке Тур дю Фасо.
В 2022 году стал чемпионом Руанды в индивидуальной гонке.
Также с 2017 года в рамках Континентальных туров UCI в его активе участие на таких гонках как Гран-при Шанталь Бийя, Туре Лимпопо, Тур Эритреи, Классика Колорадо, Каскейд Классик, Тур Лангкави, Тур Ирана.

## Достижения
3-й на Чемпионат Руанды — групповая гонка U19
2017
2-й на Чемпионат Руанды — индивидуальная гонка U19
8-й на Тур Руанды
2018
 Чемпион Руанды — групповая гонка
Mémorial Lambert Byemayire
 Африканские игры 2018 — групповая гонка U23
8-й на Африканский тур UCI
2019
Kivu Race.
Тур Сенегала
Farmers’ Race
Kigali Circuit
Тропикале Амисса Бонго
8-й в генеральной классификации
1-й в молодёжной классификации
 Африканские игры 2019 — командная гонка
2022
 Чемпион Руанды — индивидуальная гонка
3-й на Чемпионат Руанды — групповая гонка

## Рейтинги
| Год                 | 2018  | 2019  | 2020  | 2021 | 2022  | 2023 | 2024   |
| ------------------- | ----- | ----- | ----- | ---- | ----- | ---- | ------ |
| Мировой рейтинг UCI | 461-й | 666-й | 703-й | -    | 950-й | -    | 1671-й |
| Африканский тур UCI | 8-й   | 35-й  | 22-й  | -    | 42-й  | -    | -      |
|                     |       |       |       |      |       |      |        |
| Источник: UCI       |       |       |       |      |       |      |        |